# Josef Hinterseher
Josef Hinterseher (* 16. März 1878 in München; † 9. Mai 1955 ebenda) war ein deutscher Bildhauer.

## Leben

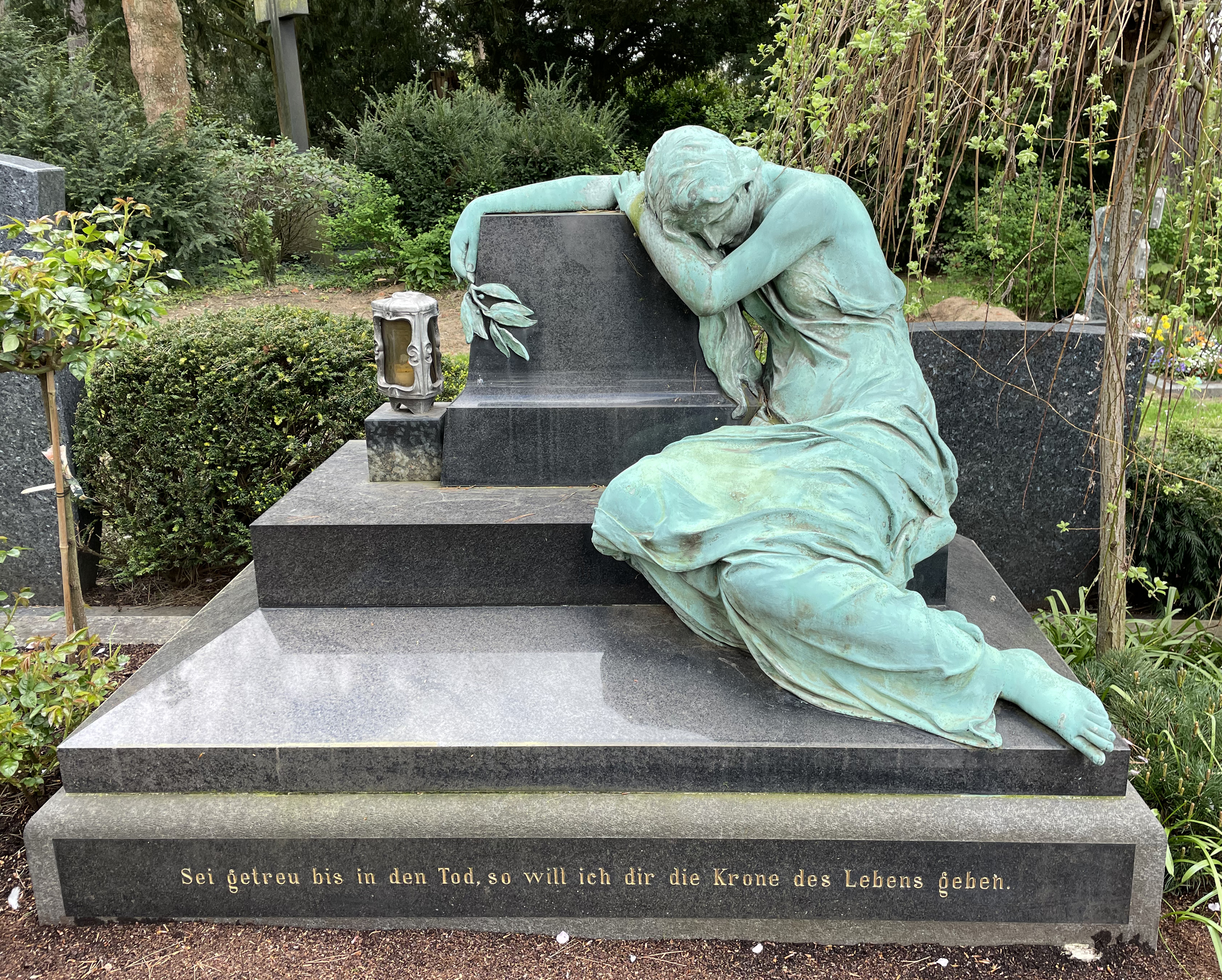
Bronzefigur von Josef Hinterseher, Paris um 1910, auf dem Nordfriedhof von Düsseldorf (2023); wurde im August 2024 gestohlen

Josef Hinterseher, Sohn eines Schreiners, ging zunächst an die Kunstgewerbeschule in München und wurde 1892 Student von Wilhelm von Rümann an der Münchner Kunstakademie. Bereits in relativ jungen Jahren, noch vor seinem 20. Lebensjahr, wurden seine Werke, eine Porträtbüste und ein Vasenträger, im Glaspalast ausgestellt. 
Mit 25 Jahren erhielt er den Rompreis, der ihm eine Reise nach Italien ermöglichte. Im selben Jahr, 1903, wurde seine Skulptur „Fruchtträger“ im Glaspalast ausgestellt. Ein Jahr später, 1904, als Hinterseher nach Paris reiste, wo er bis 1914 blieb, wurde seine Skulptur „Waldidylle“, ein Jüngling mit jungem Reh, während der Weltausstellung in St. Louis ausgestellt. Schließlich wurde dieser Abguss zur Grabfigur des Bierherstellers August Anheuser Busch Senior auf einem Hügel im Sunset Memorial Park in St. Louis, Missouri. 
1906 wurde Hinterseher für sein Werk „Gänsedieb“, ein sich bückender Jüngling, der eine fliehende Gans packt, mit der Silbernen Staatsmedaille Österreichs ausgezeichnet. Ebenfalls 1906 gewann seine sitzende weibliche „Grabfigur“ die kleine Goldmedaille auf der Großen Berliner Kunstausstellung. Anfang des 20. Jahrhunderts schien Hinterseher eine vielversprechende Karriere begonnen zu haben. Den Ersten Weltkrieg verbrachte Hinterseher in England, kam dort in ein Internierungslager. 1920 schuf Josef Hinterseher eine Büste von Richard Martin Willstätter, die nach der Reichskristallnacht aus dem Ehrenfoyer des Staatslaboratoriums in München entfernt wurde. Auf den Großen Deutschen Kunstausstellungen in München von 1937 bis 1944 wurden keine Werke von Josef Hinterseher gezeigt. Nach dem Zweiten Weltkrieg war Josef Hinterseher wieder in München ansässig, wo er 1955 verstarb.

## Werke (Auswahl)

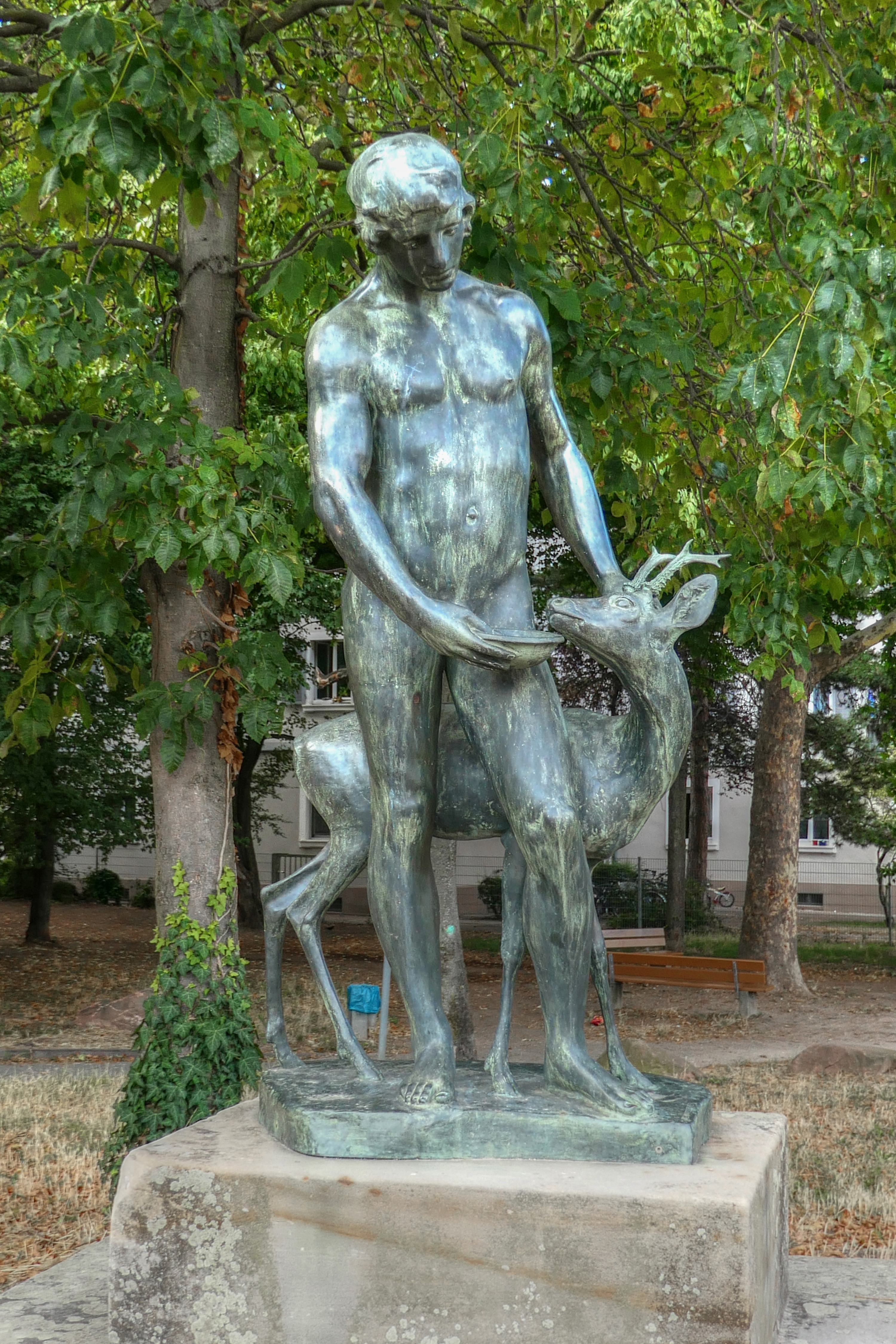
Jüngling mit Reh, Mannheim, 1927

Seine Motive, die sowohl in Bronze als auch in Marmor gearbeitet sind, sind Tiere, Akte, Naturdarstellungen, mythologische Szenen, Faune und Nymphen.
- Houston Stewart Chamberlain Büste – Abbildung des unvollendeten Tonmodells in Chamberlains Veröffentlichung: Immanuel Kant. Die Persönlichkeit als Einführung in das Werk. Bruckmann, 1905
- Sich bekränzendes Mädchen
- Faun and Nymphe
- Sinnierender Apoll mit Löwin Große Marmorgruppe, Ortsangabe Paris 1904–1914
- Sich küssendes Liebespaar, auf felsartigem Grund lagernd
- Schlafende Diana, Marmor, 1913 auf der Großen Berliner Kunstausstellung